# 峨洋桥站
峨洋橋站（：／ Ayanggyo yeok */?）副站名大邱國際機場門口，是大邱地鐵1號線沿線的一座地下車站，位於韓國大邱廣域市東區新岩洞。

## 車站結構
站體為2面2線側式月台的地下車站，候車月台設有月台幕門，並有4處出口。

### 月台配置
| 東區廳 ↑ |
| \| 上    |
| ↓ 東村   |

| 月台 | 路線               | 目的地                       |
| ---- | ------------------ | ---------------------------- |
| 上行 | ●大邱都市铁道1号线 | 半月堂、中央路、舌化椧谷方向 |
| 下行 | ●大邱都市铁道1号线 | 新基、半夜月、安心方向       |

## 歷史
- 1998年5月2日：開通啟用。
- 2017年3月1日：增設副站名。

## 車站周邊
- 東區廳
- 忘憂堂公園（朝鲜语：망우당공원）
- 大邱國際機場

## 圖片

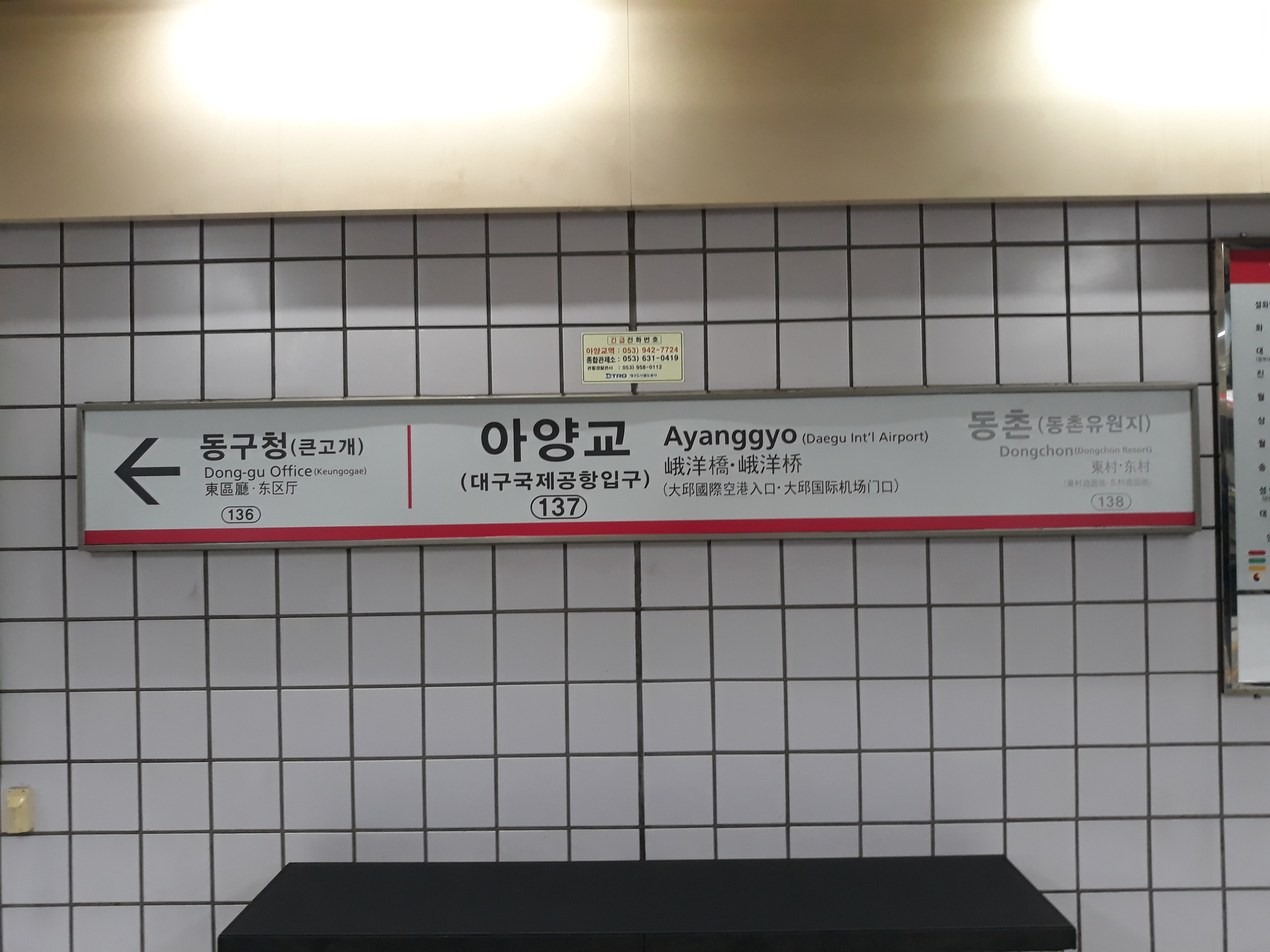
站名牌
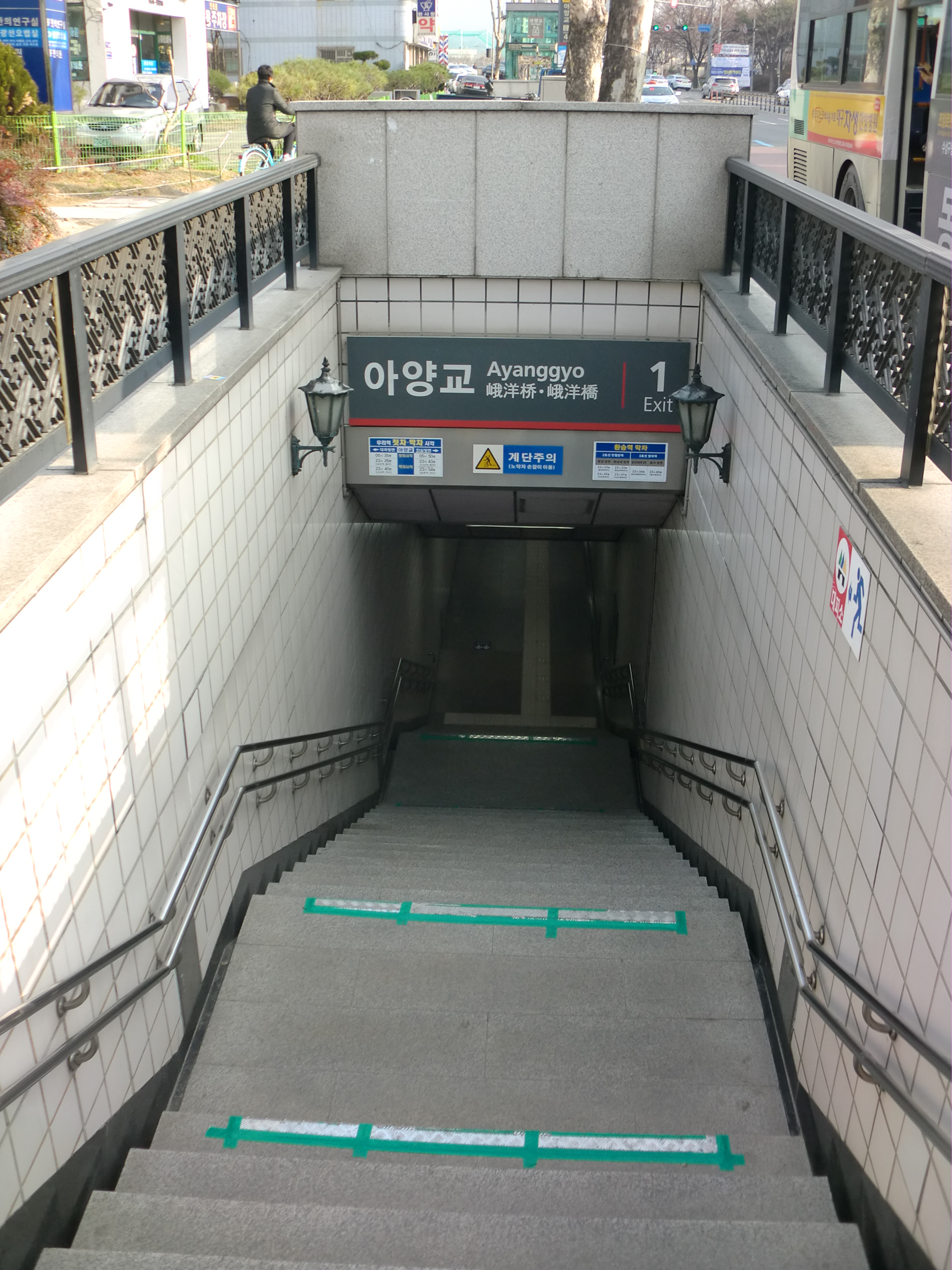
1號出口
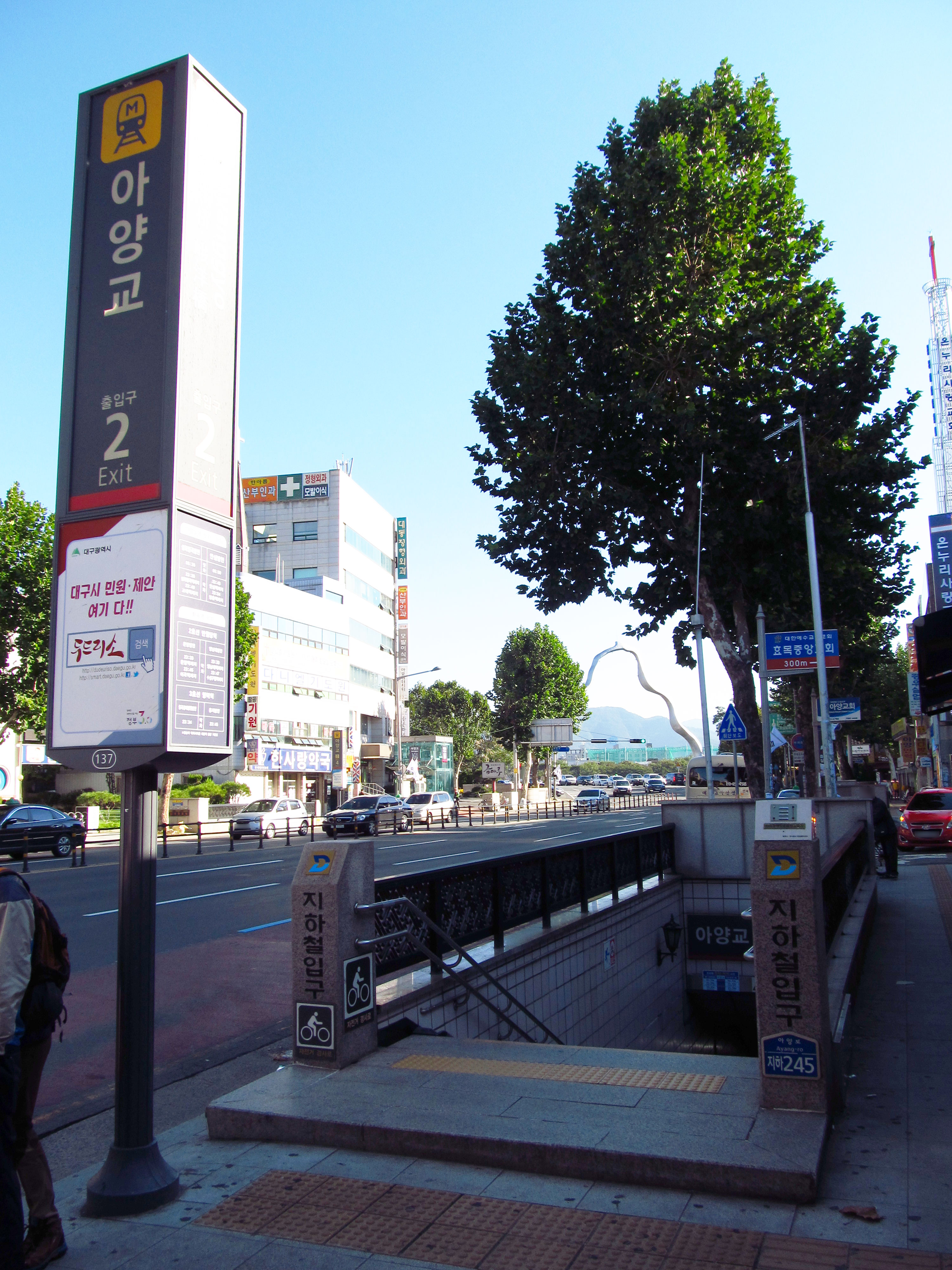
2號出口
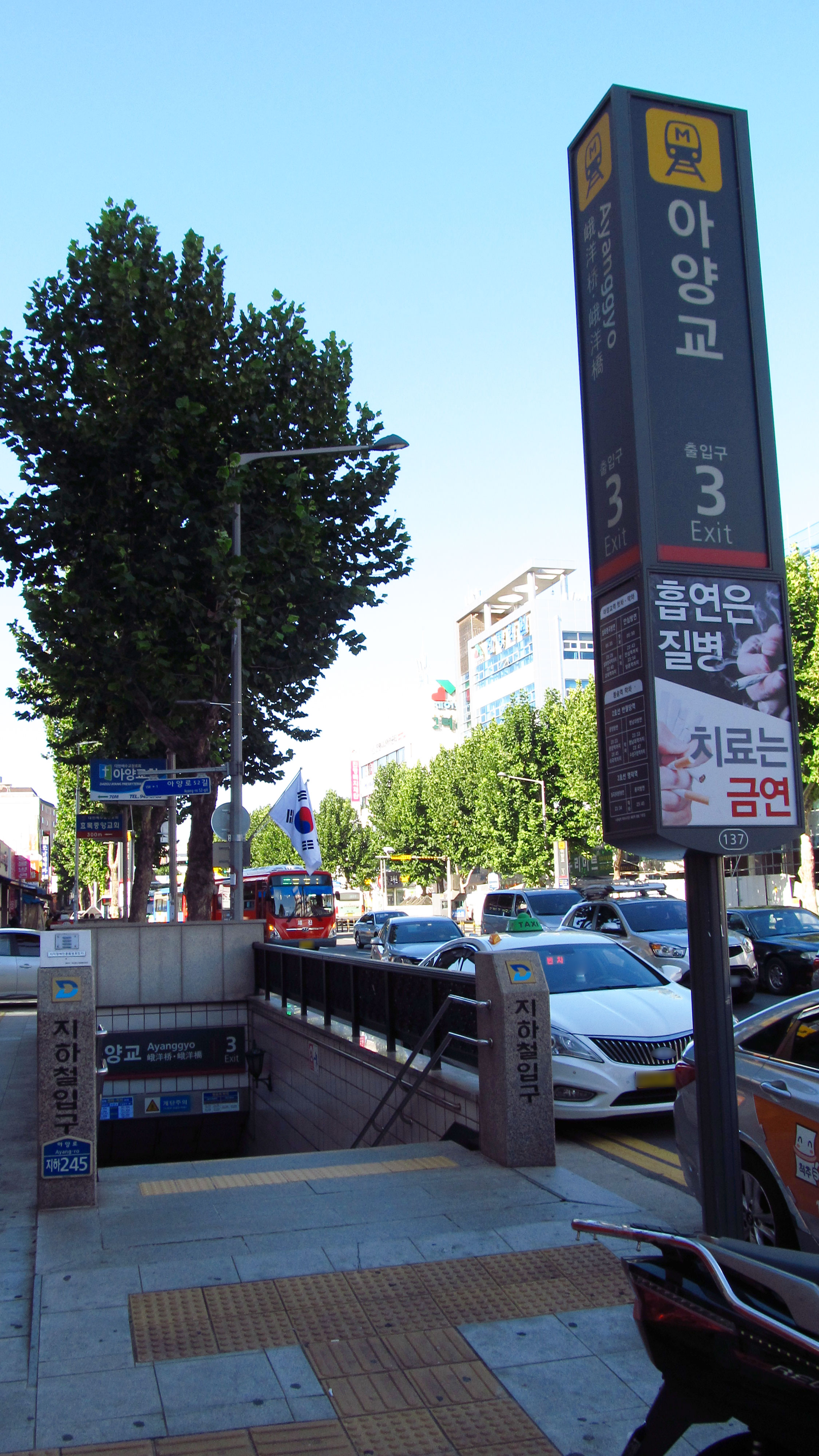
3號出口
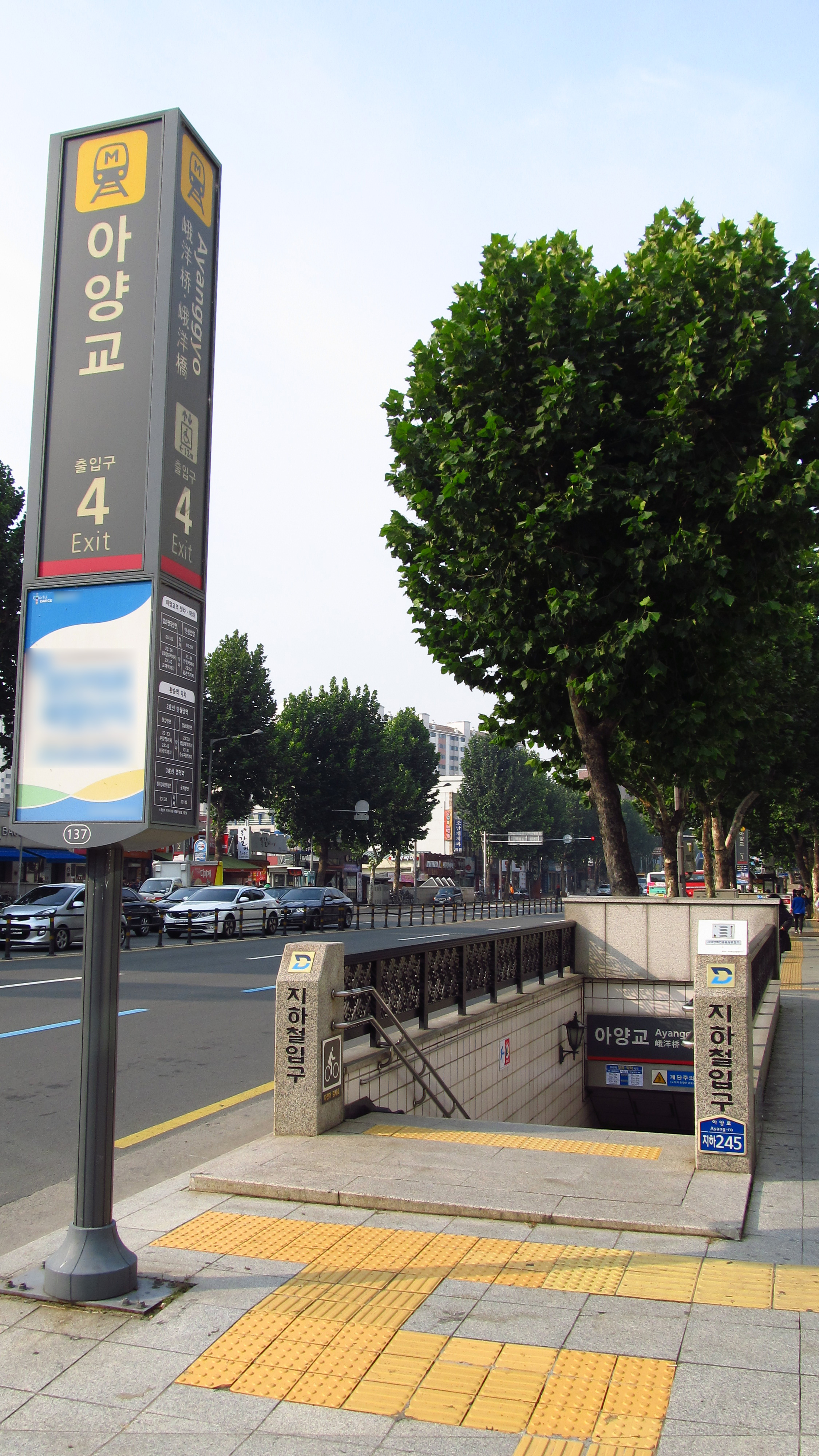
4號出口

## 相鄰車站
大邱都市鐵道公社
●大邱都市铁道1号线
東區廳（136）－峨洋橋（137）－東村（138）